# Grotte de Saint-Sulpice d'Eymet
Grotte de Saint-Sulpice d'Eymet este o arie protejată (sit de importanță comunitară — SCI) din Franța întinsă pe o suprafață de 68,79 ha, integral pe uscat.

## Localizare
Centrul sitului Grotte de Saint-Sulpice d'Eymet este situat la coordonatele 44°46′05″N 0°26′06″E / 44.76806°N 0.43499°E.

## Înființare
Situl Grotte de Saint-Sulpice d'Eymet a fost declarat arie specială de conservare în baza directivei 92/43 din 1992 referitoare la conservarea habitatelor naturale și a faunei și florei sălbatice pentru a proteja 7 specii de animale.

## Biodiversitate
Situată în ecoregiunea atlantică, aria protejată conține 1 habitat natural: Peșteri inaccesibile publicului.
La baza desemnării sitului se află mai multe specii protejate de  mamifere (7): liliac cu aripi lungi (Miniopterus schreibersii), liliac cu urechi mari (Myotis bechsteinii), liliac cu urechi de șoarece (Myotis blythii), liliac cărămiziu (Myotis emarginatus), liliacul mediteranean cu potcoavă (Rhinolophus euryale), liliacul mare cu potcoavă (Rhinolophus ferrumequinum), liliacul mic cu potcoavă (Rhinolophus hipposideros).